# إرنست سيمون
إرنست سيمون (بالإنجليزية: Ernest Simon)‏ (22 يونيو 1985 بنيجيريا - ) هو لاعب كرة قدم نيجيري في مركز الوسط. لعب مع جومبي يونايتد وAtlantis FC ‏.